# Actinocythereis bahamensis
Actinocythereis bahamensis is een mosselkreeftjessoort uit de familie van de Trachyleberididae. De wetenschappelijke naam van de soort is voor het eerst geldig gepubliceerd in 1887 door Brady.